# Hugo Largo
Gli Hugo Largo sono stati un gruppo musicale statunitense attivo negli anni ottanta, noto soprattutto per una line-up estremamente originale, composto di due bassi, un violino (e molto occasionalmente una chitarra) e il canto di Mimi Goese.

## Storia
La band si forma nel 1984, inizialmente come duo (Tim Sommer e Goese). Successivamente, ad essa si uniscono il violinista Hahn Rowe e il bassista Adam Peacock. Il quartetto così composto pubblica l'EP Drum (prodotto da Michael Stipe, il quale canta anche in due tracce). Con l'aggiunta di altro materiale Drum viene poi ripubblicato come album dalla casa discografica di Brian Eno, la Opal. Il loro secondo album, Mettle, esce pure per la Opal e, successivamente, per la All Saints Records.
La vita del gruppo dura poco. Sommer diventa un dirigente della Atlantic Records, mentre Goese e Rowe proseguono con fruttifere carriere soliste.

## Discografia
- 1988 Drum
- 1989 Mettle

### Mimi Goese
- 1998 Soak

## Formazione
- Mimi Goese - canto
- Tim Sommer - basso elettrico
- Adam Peacock - basso elettrico
- Hahn Rowe - violino